# Arly
Pour les articles homonymes, voir Arly (homonymie).
L'Arly est une rivière française arrosant successivement les départements de la Haute-Savoie et de la Savoie en région Auvergne-Rhône-Alpes.
Affluent de l'Isère, l'Arly est donc un sous-affluent du fleuve le Rhône.

## Géographie
L'Arly se forme en aval de Megève au confluent des eaux de deux torrents : le ruisseau du Planay et le ruisseau du Glapet, qui prennent leur source tous les deux sur le versant nord du mont Joly et de l'aiguille Croche, en amont du Plan Joux. 
Son cours suit alors les communes de Praz-sur-Arly, traverse la limite Savoie/Haute-Savoie au lieu-dit Panloup, puis continue sur Flumet, où il reçoit les eaux de l'Arrondine et plus loin du Flon, poursuit au travers du barrage de Mottets  vers Ugine. Là, il vire au sud après avoir conflué avec la Chaise, passe la commune de Marthod puis reçoit le Doron de Beaufort avant de se jeter dans l'Isère.
Les gorges de l'Arly, très profondes et sombres, sont célèbres pour leur route, la RD 1212 (ex-RN 212), qui est fermée aussi souvent qu'elle est ouverte, en raison de la fréquence des éboulements. Une route de déviation empruntée jadis par les calèches, mais malcommode, passe par le versant nord des gorges au travers des hameaux des Rafforts et de l'ancienne commune d'Héry-sur-Ugine.
De 32,1 km de longueur, il conflue en rive droite de l'Isère à Albertville.

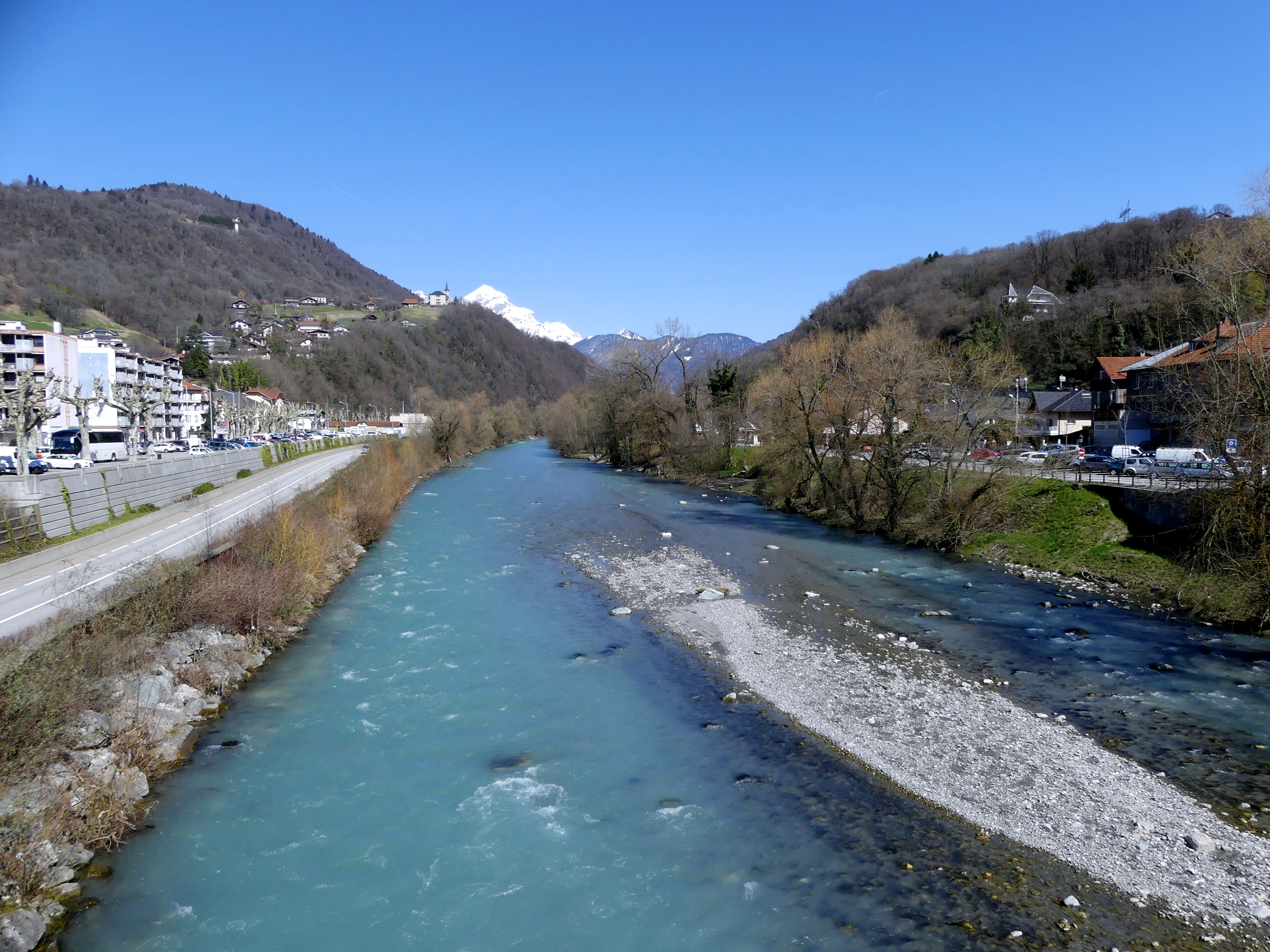
L'Arly à Albertville, à 1 km de son confluent en rive droite de l'Isère.

### Communes et cantons traversés
Dans les deux départements de la Savoie et Haute-Savoie, l'Arly traverse les quatorze communes, dans quatre cantons, de l'amont vers l'aval, de Megève, Praz-sur-Arly, Flumet, Notre-Dame-de-Bellecombe, Saint-Nicolas-la-Chapelle, Crest-Voland, Cohennoz, Ugine, Marthod, Thénésol, Césarches, Pallud, Albertville, Grignon (confluence).
Soit en termes de cantons, l'Arly prend source dans le canton de Sallanches, traverse les canton d'Ugine, canton d'Albertville-Nord, et conflue dans le canton d'Albertville-Sud, le tout dans les deux arrondissement de Bonneville et arrondissement d'Albertville, et dans les deux intercommunalités communauté de communes Pays du Mont-Blanc et communauté d'agglomération Arlysère.

### Toponyme
L'Arly a donné son hydronyme à la commune de Praz-sur-Arly et accessoirement à la communauté d'agglomération Arlysère.

### Bassin versant
L'Arly traverse quatre zones hydrographiques « L'Arly de la Chaise incluse au Doron » (W042), « L'Arly du Doron inclus à l'Isère » (W043), « L'Arly de l'Arrondine incluse à la Chaise » (W041), « L'Arly de sa source à l'Arrondine » (W040) pour une superficie totale de 648 km2,. Ce bassin versant est constitué à 82,10 % de « forêts et milieux semi-naturels », à 14,24 % de « territoires agricoles », à 2,98 % de « territoires artificialisés », à 0,72 % de « surfaces en eau »,. 

### Organisme gestionnaire
L'organisme gestionnaire est le SMBVA ou Syndicat mixte du bassin versant Arly.

## Affluents

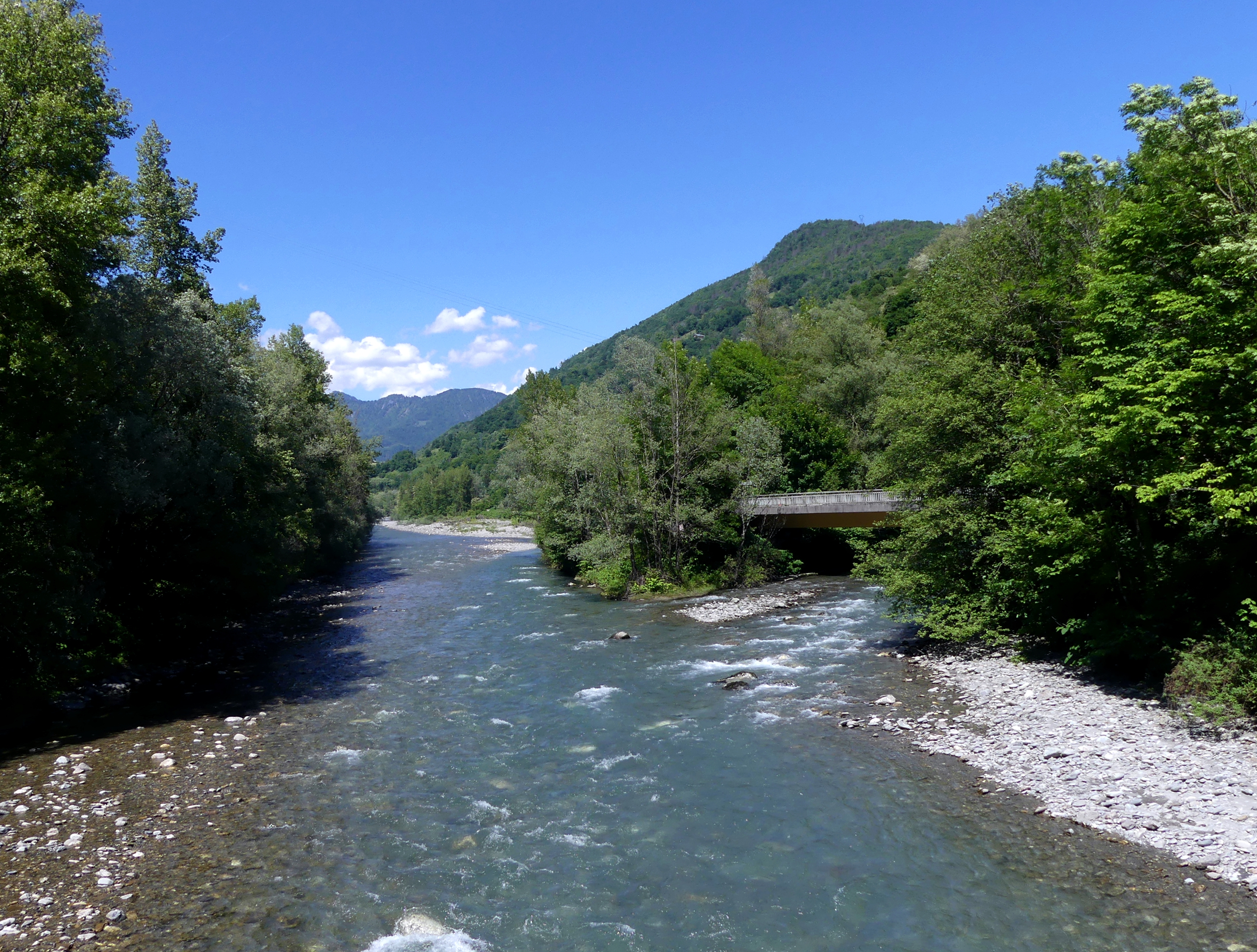
Confluence avec le Doron de Beaufort.

L'Arly a vingt-un affluents référencés dont trois sont de longueur supérieure à dix kilomètres :
- l'Arrondine (rd[note 2]) 13,2 km avec huit affluents et de rang de Strahler trois, qui coule depuis le Plan de la Giettaz et le col des Aravis ;
- la Chaise (rd) 23,7 km avec cinq affluents qui prend sa source vers Faverges ;
- le Doron de Beaufort (rg) 24,7 km avec dix-sept affluents dont l'Argentine - de rang de Strahler quatre- et de rang de Strahler cinq issu des eaux du lac du barrage de Roselend.

Les autres affluents sont :
- le torrent Planay (rg), avec deux affluents et de rang de Strahler trois.
- le Glapet (rg) 8,5 km avec trois affluents et de rang de Strahler trois.
- le Foron (rd),
- le ruisseau du Pautrait (rd),
- le ruisseau de Cassioz (rg),
- le ruisseau des Varins (rg),
- le ruisseau du Praz (rd),
- le ruisseau du Berrier (rg),
- le ruisseau du Jorrax (rd),
- le torrent Nant Rouge (rg), avec deux affluents et de rang de Strahler trois.
- le Flon (rd) 5,9 km avec un seul affluent
- le torrent Nant du Moulin (rg),
- le Nant des Fattes (rg), avec un seul affluent
- le ruisseau du Meuneray (rd), avec un seul affluent
- le torrent Nant Cortet (rg),
- le ruisseau Nant de Boulot (rg),
- le ruisseau Nant de Bange (rd),
- le canal Lallier,

### Rang de Strahler
Donc le rang de Strahler de l'Arly est de six par le Doron de Beaufort.

## Hydrologie
Son régime hydrologique est dit nival.

### L'Arly à Ugine
Le débit moyen interannuel de l'Arly a été observé et calculé sur une période de 39 ans à Ugine depuis 1974. Il se monte à 2,39 m3/s pour une surface de bassin de 225 km2, soit seulement un tiers de son bassin versant 648 km2. La rivière présente des fluctuations saisonnières de débit typiques d'un régime nival, avec des hautes eaux de printemps dues à la fonte des neiges et portant le débit mensuel moyen au niveau de 14,6 à 19 m3/s en avril-mai (avec un maximum en mai), et un double étiage, le premier en début d'automne (4,9 m3/s en septembre-octobre) et le second en hiver, entraînant une baisse du débit moyen mensuel jusqu'au niveau de 3,2 m3 au mois de janvier,.

### Étiage ou basses eaux
Le VCN3 15 peut chuter jusque 0,320 m3/s, en cas de période décennale sèche.

### Crues
Les crues peuvent être très importantes. En effet, les QIX 2 et QIX 5 valent respectivement 93 et 140 m3/s. Le QIX 10 est de 170 m3/s, les QIX 20 de 200 m3/s et le QIX 50 de 240 m3/s.
Le débit maximal instantané enregistré à Ugine est de 235 m3/s le 13 janvier 2004 , tandis que le débit maximal journalier vaut 132 m3/s le même jour. La hauteur maximale instantanée a été de 349 cm ou 3,49 m le 7 février 2012 .

### Lame d'eau et débit spécifique
La lame d'eau écoulée dans le bassin versant de la rivière est de 1 148 millimètres annuellement, ce qui est très élevé mais normal en Savoie. Le débit spécifique (Qsp) se monte ainsi à 36,4 litres par seconde et par kilomètre carré de bassin.

### L'Arly à Albertville
Le module (hydrologie) à Albertville est de 10 m3/s.

## Étymologie
À l'instar de beaucoup d'hydronymes en Ar- (Arve, Arrondine…), l'origine du nom Arly est inconnue mais préceltique — c'est-à-dire, faute de mieux, ligure ou plus ancienne.
L'hydronyme Arly semble dériver, d'après Charles Marteaux (1861-1956), du nom d'un domaine gallo-romain et de son propriétaire, ici, Arilus, un patronyme d'origine gauloise ou, selon le chanoine Gros, d’Arelia, la forme féminine d'Arelius. Pour le chanoine Gros, la villa pouvait être située au niveau de L'Hôpital.
À Megève, il existait autrefois un marais appelé « arly » qui était considéré comme la source de l'Arly.

## Aménagements et écologie
La « restauration du bon état écomorphologique et la prévention et protection contre les crues » sont depuis 2010 et 2011 les priorités affichées.